# Локалитет Велики Градац
Локалитет Велики Градац је локалитет у режиму заштите I степена, површине 0,92ha, врх (471 м.н.в.), у централном делу НП Фрушка гора, између Раковца и Врдника.
Налази се у ГЈ 3804 Поповица-Мајдан-Змајевац, одељење 48, чистина 1. Станиште је пљевике (Cheilanthes marante), угрожене биљне врсте, ретке папрати и реликтне врсте која припада атлантско-медитеранском флорном елементу. Геолошка подлога је серпентин. 